# Wilhelm Christian Erpenbeck
Wilhelm Christian Erpenbeck (* 9. oder 10. April 1750 in Lengerich, Grafschaft Tecklenburg; † 8. Dezember 1832 in Steinfurt) war Arzt und Hofrat sowie Medizinprofessor an der Hohen Schule Steinfurt. 

## Leben

### Ausbildung
Erpenbeck immatrikulierte im Juni 1773 an der Universität Straßburg und besuchte dort Lehrveranstaltungen in Medizin sowie Vorlesungen in Biologie. Ein von Johann Georg Roederer im August 1776 ausgestelltes Zeugnis belegt, dass Erpenbeck sich als Gynäkologe ausbilden ließ. Im November 1773 immatrikulierte er an der Universität Duisburg, wo er 1778 sein Studium mit der Promotion zum Doktor der Medizin abschloss. Seine Dissertation trug den Titel Utrum in statu naturali consumtio et regeneratio partium solidarum corporis animalis adulti recte statuatur? (Duisburg 1778).

### Arzt und Professor
Schon vor Abschluss seines Studiums bewarb Erpenbeck sich im Mai 1778 auf die vakante Stelle des Medizinprofessors an der Hohen Schule Steinfurt. Auf Veranlassung von Graf Karl von Bentheim-Steinfurt wurde Erpenbeck am 30. September 1778 dort angestellt. Offenbar hatte er sich mit Ämterkauf gegen einen Konkurrenten durchgesetzt, den jüngeren Bruder seines verstorbenen Vorgängers. In einem Brief an Ludwig zu Bentheim-Steinfurt kündigte Erpenbeck 1780 an, die von ihm in diesem Zusammenhang gezahlte Summe von 1100 Reichstalern im Falle einer Amtsniederlegung zurückzufordern. 
Als Professor hielt Erpenbeck kaum Vorlesungen. Auch sind fast keine Veröffentlichungen von ihm bekannt. Am 18. Juli 1783 sprach er vor seinem Amtsantritt als Rektor über das Thema De natura ac praecipue humana. Hermann Nikolaus Funck, Rechtsprofessor an der Hohen Schule, beurteilte Erpenbeck in einem Schreiben vom 1. März 1784 dergestalt, „dass er zwar wohl als Arzt sehr nützlich sein mag, als Professor scheint er nicht den geringsten Nutzen zu schaffen“. 
Erpenbeck war Leibarzt und Hofrat in gräflichen Diensten. Bis zu dessen Tod im Juni 1780 betreute er den alten Grafen von Bentheim-Steinfurt und war zusätzlich als Arzt beziehungsweise Chirurg für die gräfliche Grenadierkompanie zuständig. Bis zu seiner Heirat im Dezember 1787 genoss er dafür freie Tafel am Steinfurter Hof sowie ein zusätzliches Gehalt. 
1800 wurde Erpenbeck als dienstältester Professor Bibliothekar der Hohen Schule. Er bekleidete dieses Amt bis zu deren Schließung und der Verlegung der Bibliothek ins gräfliche Schloss im Jahre 1811. Im Oktober 1814 übertrug man Erpenbeck provisorisch die Aufsicht über das Steinfurter Bagno mit einem erheblichen Gehalt.

### Konflikte
Erpenbeck blieb unbeliebt in Steinfurt, auch weil er mehrfach Anlass zum Ärgernis gab. Aufsehen erregte ein Duell im September 1783, weswegen er für die Zukunft vom Prorektorat ausgeschlossen wurde. Ein Ratsprotokoll vom 24. August 1786 hielt fest, dass er sich eines Nachts einem Wachhabenden gegenüber äußerst unflätig benahm. 
Als der Graf 1789 seine aus Ibbenbüren eingeführten, unversteuerten Kohlen beschlagnahmte, setzte der als Professor steuerbefreite Erpenbeck sich gerichtlich zur Wehr. Das Reichskammergerichts urteilte am 27. November 1795 zu seinen Gunsten. 1795/96 stritt Erpenbeck sich mit seinem Kollegen Rudolf Gempt. Durch Ausfälligkeiten blamierte er sich 1799 während einer Schulfeier.

### Privates
Erpenbeck war dreimal verheiratet, wobei alle Ehefrauen aus derselben katholischen Familie  stammten, während er selbst wohl der Reformierten Kirche angehörte. Am 15. Dezember 1887 heiratete er Fernandine Clementine Becker, eine Tochter des Kommende-Rentmeisters Lucas Becker. Nach deren Tod vermählte er sich 1791 mit päpstlicher Dispens mit deren älterer Schwester Josefa Maria Becker (gestorben 1818). Schließlich ehelichte er am 7. Februar 1819 die dreißigjährige Josefine Stapel, Tochter seiner Schwägerin Luise Becker. 
Erpenbeck trab ab 1776 als Mieter und ab 5. Mai 1787 als Eigentümer des Hauses Markt 16 auf. Zwei Jahre nach dem Erwerb ließ er es grundlegend umbauen. Nachdem Erpenbeck am 30. Dezember 1832 kinderlos starb, blieb seine Witwe bis mindestens 1855 im Haus wohnen. 1860 wurden im Brandkataster die Erben Erpenbeck als Hauseigentümer angegeben.

## Werke
- Utrum in statu naturali consumtio et regeneratio partium solidarum corporis animalis adulti recte statuatur? Benthon, Duisburg 1778 (medizinische Dissertation; Digitalisat).
- Circa rabiem caninam. Wellenberg, Steinfurt 1784 (Rede vom 18. Juli 1784 an der Hohen Schule Steinfurt).